# Jacobaea abrotanifolia
Espèce
Classification APG III (2009)
Le Séneçon à feuilles d'aurone (Jacobaea abrotanifolia), est une espèce de plantes à fleurs de la famille des Asteraceae (ou composées), endémique des Alpes orientales (Suisse et Italie).

## Description
C'est une plante herbacée.

## Nom vernaculaire
Son nom provient de la ressemblance de ses feuilles avec celles de l’aurone, une plante méditerranéenne également de la famille des Astéracées.

## Synonymes
- Senecio abrotanifolius L.
- Senecio abrotanifolius subsp. carpathicus (Herbich) Nyman (1879)
- Senecio abrotanifolius subsp. tiroliensis (Dalla Torre) Gams (1938)
- Senecio carpathicus Herbich : synonyme de subsp. abrotanifolius
- Senecio herbichia Steud. (1840)
- Senecio monocephalus Schur, (1850)
- Senecio tiroliensis Kerner ex Dalla Torre (1882)
- Herbichia abrotanifolia (L.) Zaw. (1832)
- Jacobaea abrotanifolia (L.) Moench (1794)